# シャルル・ド・ロレーヌ (1524-1574)
シャルル・ド・ロレーヌ（Charles de Lorraine, 1524年2月17日 - 1574年12月26日）は、フランスの貴族及び聖職者。シュヴルーズ公（Duc de Chevreuse）、メス司教、ランス大司教、ロレーヌ枢機卿。ロレーヌ家出身者としては2人目、その分枝であるギーズ家からは初の枢機卿であった。フランソワ・ラブレー、ピエール・ド・ロンサールの庇護者でもあった。

## 生涯
初代ギーズ公クロードと妃でヴァンドーム伯フランソワの娘アントワネット・ド・ブルボンの次男として、ジョアンヴィル（現オート＝マルヌ県の町）で生まれた。スコットランド王ジェームズ5世妃メアリー、カトリック同盟の首領として知られるギーズ公フランソワの弟、オマール公クロード2世、エルブフ侯ルネ2世、同じく枢機卿となったルイの兄にあたる。フランス王アンリ2世の戴冠後である1547年7月に枢機卿に任命された。
ランス大司教は伝統的にフランス王の戴冠式で王冠を授ける立場にあったことから、ヴァロワ王家とのつながりを自然に持つこととなった。しかし、ロレーヌ公領をフランス王国に併合しようと企むアンリ2世の思惑を伺い、ルター派信徒が多いドイツ諸侯へすり寄る狡猾さも持っていた。アラス司教でもあったグランヴェル枢機卿とは密接な関係であり、このためにスペイン・ハプスブルク家とのつながりも持っていた。姪メアリー・スチュアートがフランソワ2世妃であった頃から、宮廷での影響力は絶大であった。
ユグノー戦争においては、異端審問所をフランスで設置しようとしている。その後パリ知事フランソワ・ド・モンモランシー（アンヌ・ド・モンモランシーの子）と対立し、宮廷から遠ざかるものの、甥のギーズ公アンリ1世のとりなしもあってシャルル9世と和解した。シャルル9世とエリザベート・ドートリッシュの結婚、王妹マルグリット・ド・ヴァロワとナヴァール王アンリ（後のアンリ4世）の政略結婚交渉を行った。
1574年に死去、ランス大司教は甥のルイ（アンリ1世の弟）が、シュヴルーズ公爵位は又甥のシャルル（アンリ1世の息子）が継いだ。